# Mátranovák
Mátranovák ist eine ungarische Gemeinde im Kreis Bátonyterenye im Komitat Nógrád. Zur Gemeinde gehören die Ortsteile Mátracserpuszta und Nyírmedpuszta.

## Geografische Lage
Mátranovák liegt in Nordungarn, 12,5 Kilometer nordöstlich der Kreisstadt Bátonyterenye an den Flüssen Bárna-patak und Csurgó-patak. Nachbargemeinden sind Mátraterenye, Ivád und Bárna.

## Geschichte
Seit Mitte des 19. Jahrhunderts wurde intensiv Bergbau in Mátranovák betrieben. Es gab mehrere Gruben, in denen hauptsächlich Braunkohle abgebaut wurde. Im Jahr 1907 gab es in der damaligen Kleingemeinde 186 Häuser und 1223 Einwohner auf einer Fläche von 4141 Katastraljochen. Sie gehörte zur damaligen Zeit zum Bezirk  Fülek. 
Nach dem Zweiten Weltkrieg begann der Rückgang der Arbeit im Bergbau. 1969 ließ sich eine Firma nieder, die sich anfangs mit der Herstellung von Brückenelementen und später mit dem Bau von Eisenbahnwaggons beschäftigte. Im selben Jahr wurde das letzte Bergwerk stillgelegt und 1972 vollständig aufgegeben.

## Sehenswürdigkeiten
- Bergbau-Gedenkhaus (Bányász Emlékház)
- Römisch-katholische Kirche Nepomuki Szent János, erbaut 1800 im spätbarocken Stil
  - Die Orgel der Kirche wurde 1907 von der Firma Rieger gebaut.
- Weltkriegsdenkmal (I. világháborús emlékmű)
- Bergrücken bestehend aus Rhyolith-Tuff (bei Mátracserpuszta)
- Vier Naturschutzgebiete

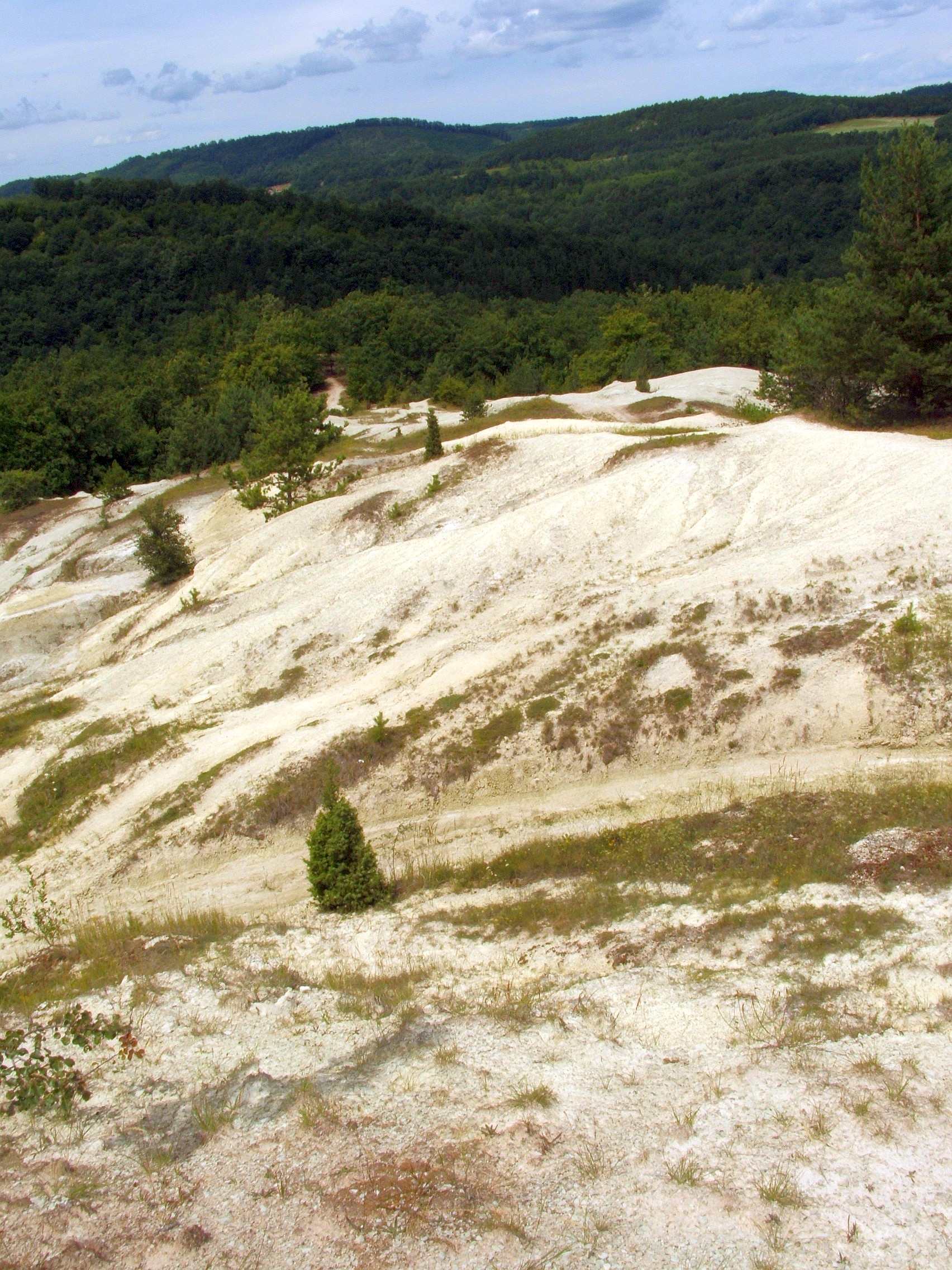
Bergrücken aus Rhyolith-Tuff
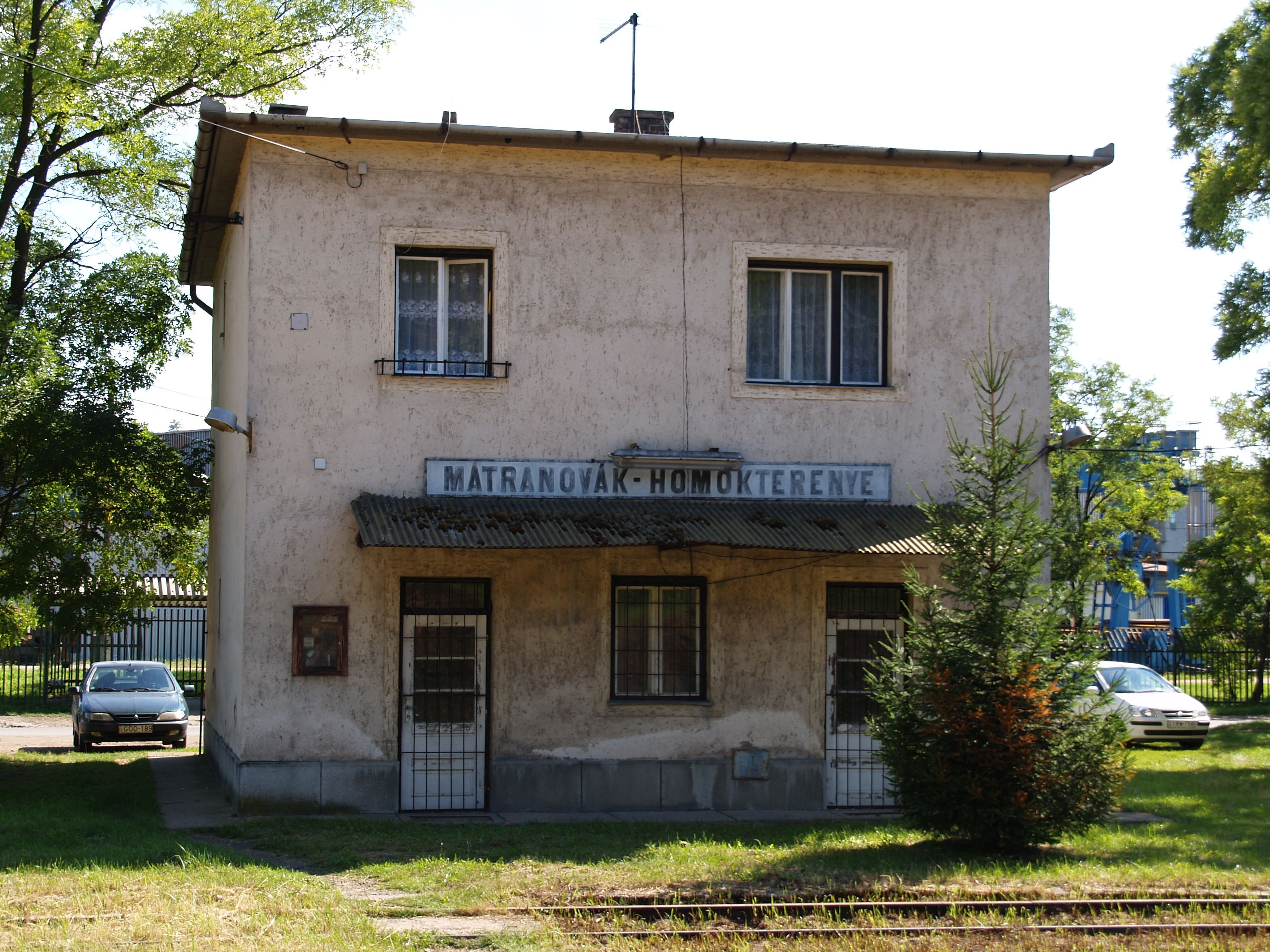
Ehemaliger Bahnhof Mátranovák-Homokterenye

## Verkehr
Mátranovák ist nur über die Nebenstraße Nr. 23109 zu erreichen. Der Bahnhof der Gemeinde war die Endstation einer ehemaligen Eisenbahnstrecke, die nach Mátramindszent führte. Es bestehen Busverbindungen nach Bátonyterenye und  Salgótarján. Die nächstgelegenen Bahnhöfe befinden sich in Kisterenye, einem Stadtteil von Bátonyterenye sowie in Zagyvapálfalva, einem Stadtteil von Salgótarján.